# Extrauterina (album)
Extrauterina je album skupine Atomsko sklonište objavljen 1981. godine.

## Popis pjesama
1. Smanji gas
2. Extrauterina
3. Dok se tijelo tvoje vidi
4. Bogovima si nabijala rogove
5. Ne daj sina za mušku drolju
6. Olujni mornar
7. Do ponoći - od ponoći
8. Još mirišeš na pelene
9. Moramo zamoliti prolaznike
10. Netko dobar netko zao

## Članovi grupe
- Sergio Blažić, vokalni solist
- Dragan Gužvan, gitara
- Zdravko Širola, bubnjevi
- Bruno Langer, bas, vokal

## Suradnici
- Ivo Umek, gost na klavijaturama
- John Etchells, producent i snimatelj